# Begränsad funktion

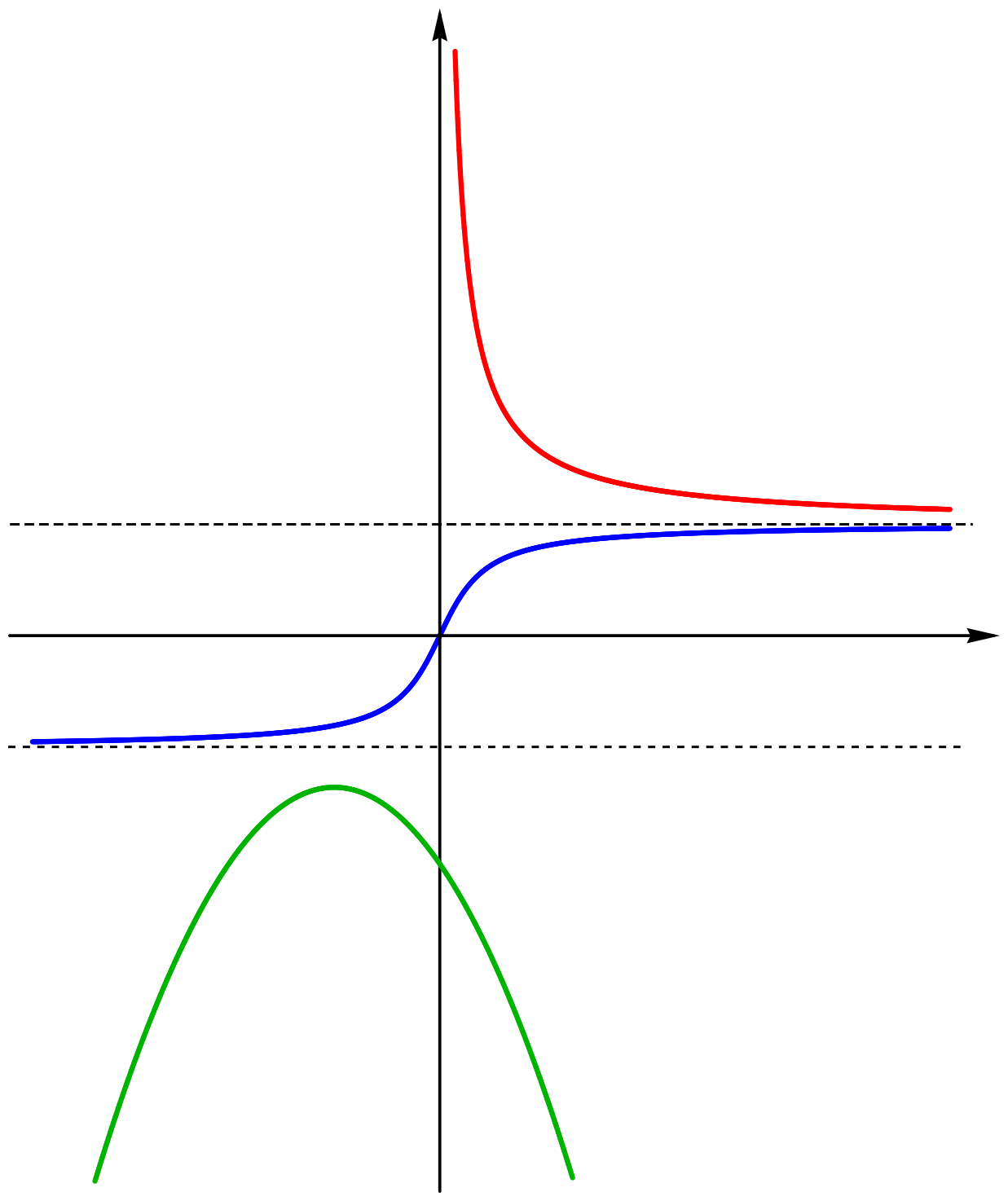
Exempel på begränsade funktioner:
Röd: nedåt begränsad
Blå: uppåt och nedåt begränsad
Grön: uppåt begränsad

En begränsad funktion är inom matematiken en reell eller komplex funktion {\displaystyle f}, definierad på någon mängd {\displaystyle X}, sådan att mängden av {\displaystyle f}:s funktionsvärden är en begränsad mängd. Med andra ord existerar det något tal M så att:
{\displaystyle |f(x)|\leq M}
för alla {\displaystyle x} i {\displaystyle X}. Begränsade funktioner är av intresse vid beräkning av gränsvärden.
En reellvärd funktion {\displaystyle f} sägs vara uppåt begränsad om det finns ett {\displaystyle A} sådant att {\displaystyle f(x)\leq A} för alla {\displaystyle x} i {\displaystyle X} och att {\displaystyle f} är nedåt begränsad om det finns ett {\displaystyle B} sådant att {\displaystyle f(x)\geq B} för alla {\displaystyle x} i {\displaystyle X}.
Ett specialfall fås då {\displaystyle X} är de naturliga talen, då funktionen blir en talföljd {\displaystyle (a_{n})} som sägs vara begränsad om det existerar något tal {\displaystyle M} så att {\displaystyle |a_{n}|\leq M} för alla naturliga tal {\displaystyle n}.
En generalisering av begränsade funktioner ges inom metriska rum; om en funktion, definierad på någon mängd {\displaystyle X}, antar värden i ett metriskt rum {\displaystyle Y}, är funktionen begränsad om det i {\displaystyle Y} existerar ett element {\displaystyle a} sådant att för något {\displaystyle M} är {\displaystyle d(f(x),a)\leq M} för alla {\displaystyle x} i {\displaystyle X}.

## Exempel
- Funktionen sinus för de reella talen (dock inte för de komplexa) antar endast värden mellan -1 och 1 och är alltså nedåt begränsad av -1 och uppåt begränsad av 1.
- Funktionen

{\displaystyle f(x)={\frac {1}{x^{2}-1}}}
är definierad för alla reella {\displaystyle x} som inte är -1 eller 1, är inte begränsad, eftersom funktionen växer obegränsat då {\displaystyle x} går mot 1 eller -1. Om definitionsmängden tas att vara exempelvis intervallet {\displaystyle [2,\infty [} är den dock begränsad.
- Varje kontinuerlig funktion från ett kompakt rum till ett metriskt rum är begränsad.
- Dirichlets funktion är begränsad.